# Born Ruffians
 (avril 2020).

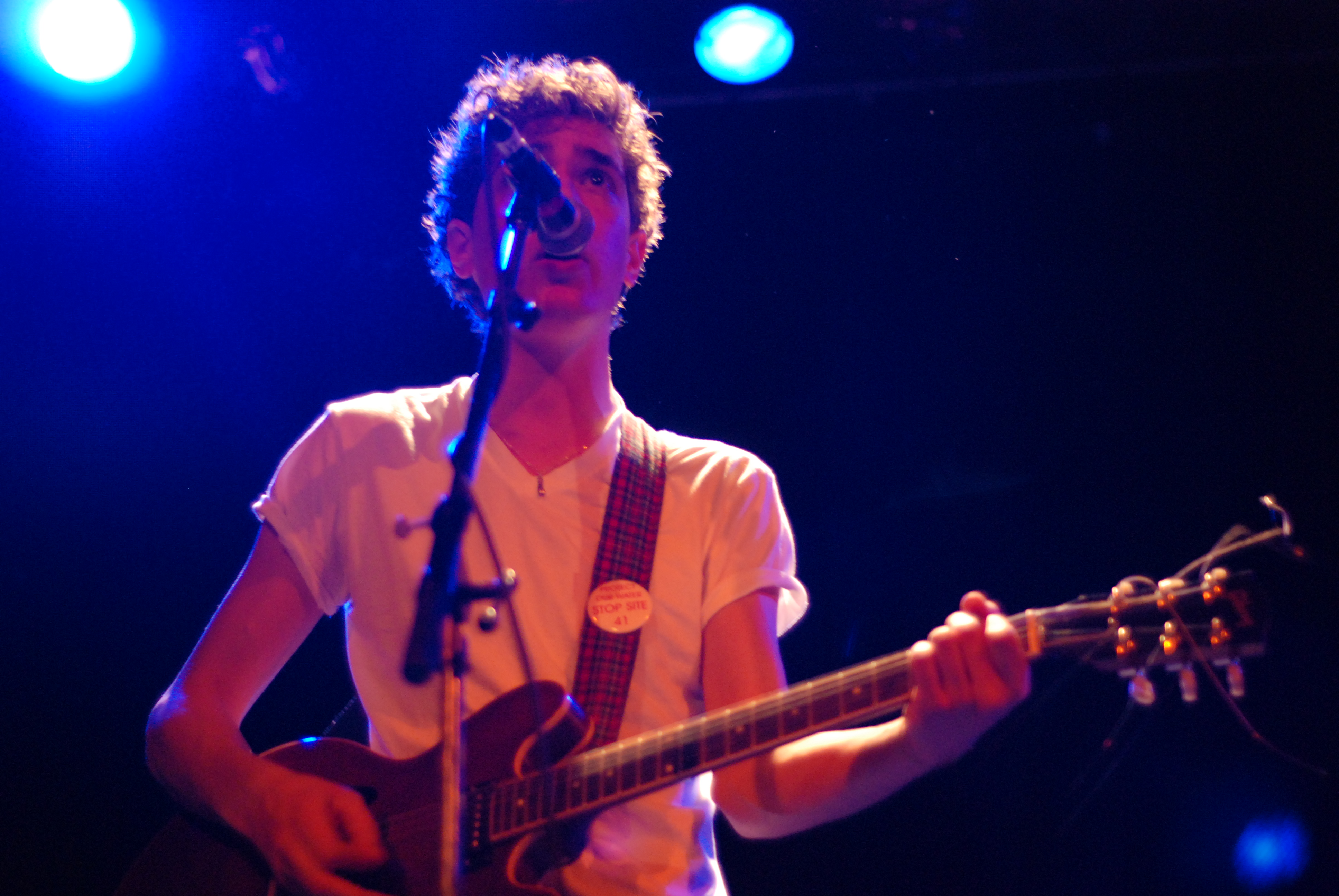
Luke Lalonde lors d'un concert de Born Ruffians à New York en 2007.

Born Ruffians est un groupe canadien de rock indépendant, originaire de Midland (en Ontario) et dorénavant installé à Toronto. Le groupe a été formé en 2004. Il est actuellement composé de Luke Lalonde (guitare et chant), Mitch Derosier (basse) et Steve Hamelin (batterie).

## Biographie
Le groupe est créé en 2002 à Midland (Ontario), d'abord sous le nom de Mornington Drive, par Luke Lalonde (chant/guitare), son cousin Mitch DeRosier (basse) et leur ami Steve Hamelin (batterie)  alors qu'ils sont encore au lycée. Le trio se renomme Born Ruffians et déménage à Toronto en 2004.
A ses débuts, Born Ruffians signe avec le label indé anglais Warp Records, et sort un premier EP éponyme en 2006.
En 2008, le groupe sort son premier album intitulé Red, Yellow & Blue, produit par Rusty Santos.
Un second album, Say It, suit en 2010, avec toujours Rusty Santos à la production. Lors de sa réalisation, le groupe s'agrandit avec l'arrivée d'Andy Lloyd (l'ex-bassiste de Caribou) au clavier. Après la tournée pour l'album, le groupe se met en pause pendant laquelle Luke Lalonde en profite pour sortir son premier album solo, Rythymnals, fin 2012.
Le groupe est de retour en 2013 avec la sortie de leur troisième album intitulé Birthmarks. Entre-temps, Born Ruffians a quitté Warp et s'est engagé conjointement avec Yep Roc Records et Paper Bag Records. Après une première courte séparation qui avait précédé l'enregistrement de Say It, Hamelin quitte à nouveau le groupe à l'issue de la première partie de la tournée. Il est remplacé à la batterie par Adam Hindle.
Suivant un rythme régulier, un 4e album voit le jour en 2015 et s'intitule RUFF.
2018 voit la sortie de leur 5e album, Uncle, Duke & The Chief, marqué par le retour de Steve Hamelin à la batterie et le départ du guitariste-claviériste Lloyd après la naissance de sa fille, ramenant ainsi le groupe à sa formation d'origine.
Lalonde sort un deuxième album solo en 2019, The Perpetual Optimist.
Leur 6e album, Juice, sort le 3 avril 2020. Il est l'occasion pour le groupe de créer son propre label, Wavy Haze Records, pour gérer la sortie de l’album au Canada (Yep Roc Records continuant à s'occuper de la distribution dans le reste du monde). Quelques mois plus tard, le 2 octobre, suit un autre album, Squeeze, présenté comme le complément du précédent.

## Discographie

### EP
- 2006 : Born Ruffians
- 2008 : Little Garçon EP
- 2010 : Plinky Plonk EP
- 2014 : Acoustic EP
- 2016 : XTRA RUFF
- 2025 : Athena